# Gor Sujyan
Gor Sujyan, scritto anche Gor Soudjian (in armeno Գոռ Սուջյան?; Erevan, 25 luglio 1987), è un cantante armeno, leader del gruppo rock Dorians.

## Biografia
Figlio di un chitarrista jazz, durante l'adolescenza Gor Sujyan ha formato il gruppo Gor & Friends, col quale ha eseguito cover di classici del rock. Dal 2008 è leader e voce solista della band Dorians.
All'Eurovision Song Contest 2010, Gor Sujyan ha accompagnato come corista la connazionale Eva Rivas. Sempre nel 2010 è stato proclamato miglior cantante maschile nel suo paese agli Armenian National Music Awards.
I Dorians hanno rappresentato l'Armenia all'Eurovision Song Contest 2013 tenutosi nel mese di maggio in Svezia, giungendo anche in finale e classificandosi complessivamente in 18ª posizione.

## Vita privata
Ha un figlio, nato nel 2014.